# Allar Levandi

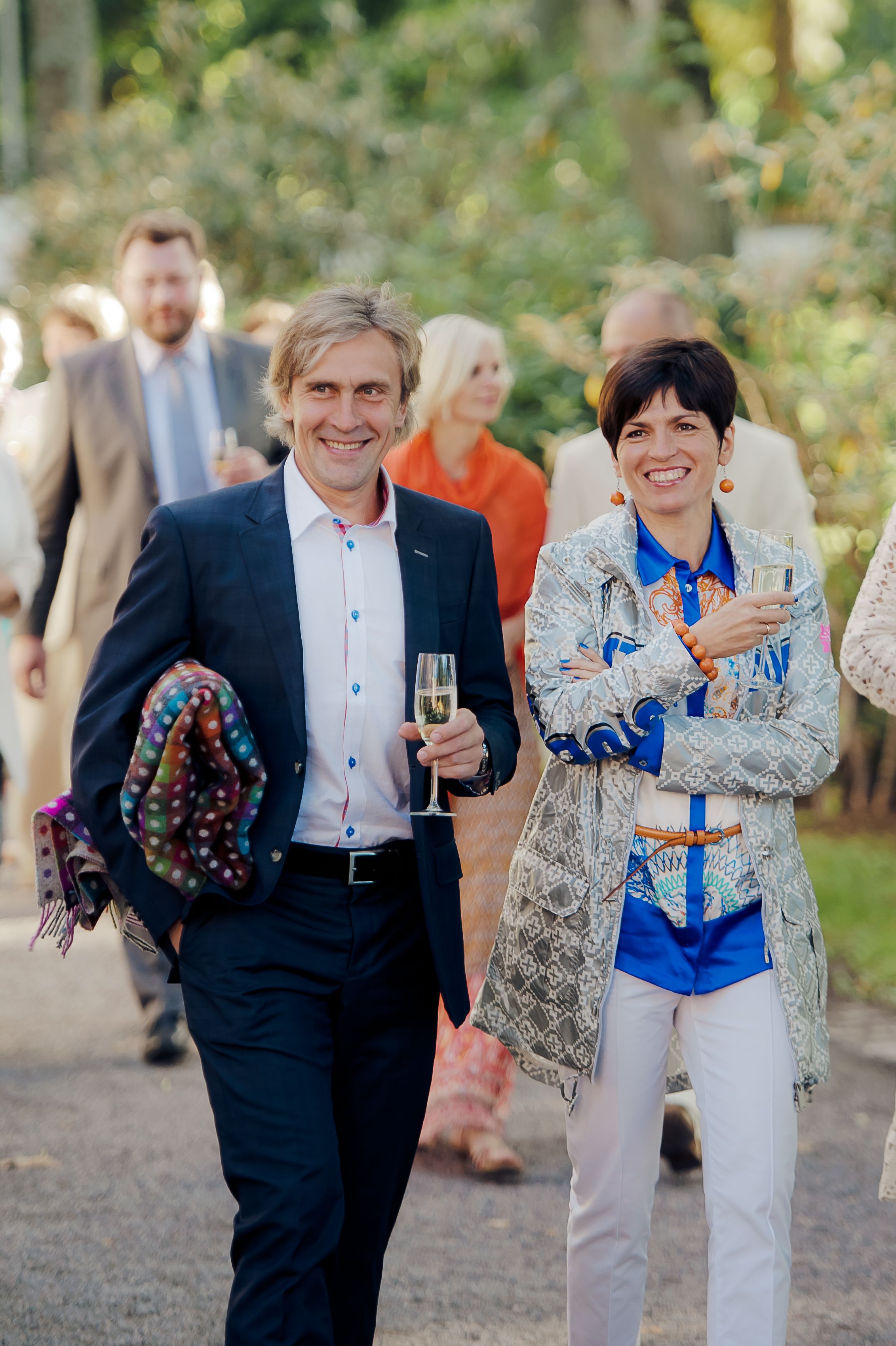
Allar Levandi, Anna Levandi (2012)

Allar Levandi, född 28 december 1965 i Tallinn, är en tidigare utövare av nordisk kombination som under sent 1980-tal och tidigt 1990-tal tävlade i olympiska spelen (1988: Sovjetunionen, 1992 och 1994: Estland). Han tränade vid Dynamo i Tallinn under Estniska SSR.
Han tog brons på 15 kilometer individuellt 1988 i Calgary. Levandi ingick också i det sovjetiska lag som tog brons på 3 x 10 kilometer lag vid världsmästerskapen 1987 i Oberstdorf.
Han gifte sig med Anna Levandi (tidigare Kondrasjova), tidigare konståkerska, konståkningstränare och koreograf.